# T.A. Music
T.A. Music – niezależna wytwórnia muzyczna działająca na terenie Rosji założona przez zespół t.A.T.u. po zerwaniu kontraktu z europejskim Universal Music oraz amerykańskim Interscope w 2006 roku. 
Wytwórnia produkuje materiały t.A.T.u., jednak wydawane są one przy współpracy innych niezależnych firm fonograficznych - w Rosji były to SOYUZ Music oraz Misteria Zwuka, a w Ameryce - Coqueiro Verde Records oraz PELO Music. Firma samodzielnie wysyła materiał na międzynarodową platformę/sklep muzyczny iTunes i na Amazon.com, a ponadto wysyła teledyski i single do stacji radiowych w Rosji oraz w innych krajach (m.in. w Polsce). 
T.A. Music odpowiada też za utwory przeznaczone na solowy album Leny Katiny. Nie wiadomo jednak, czy do dystrybucji ogólnoświatowej prawa nie zostaną odsprzedane jednej z wielkich wytwórni.